# 屈氏黑姑魚
屈氏黑姑魚為輻鰭魚綱鱸形目鱸亞目石首魚科的其中一種，分布於印度洋孟加拉灣印度馬德拉斯外海海域，棲息深度約300公尺，體長可達21.9公分。